# Florensac
Florensac is een gemeente in het Franse departement Hérault (regio Occitanie). De plaats maakt deel uit van het arrondissement Béziers. Florensac telde op 1 januari 2022 5.138 inwoners.

## Geografie
De oppervlakte van Florensac bedroeg op 1 januari 2022 35,71 vierkante kilometer; de bevolkingsdichtheid was toen 143,9 inwoners per km².

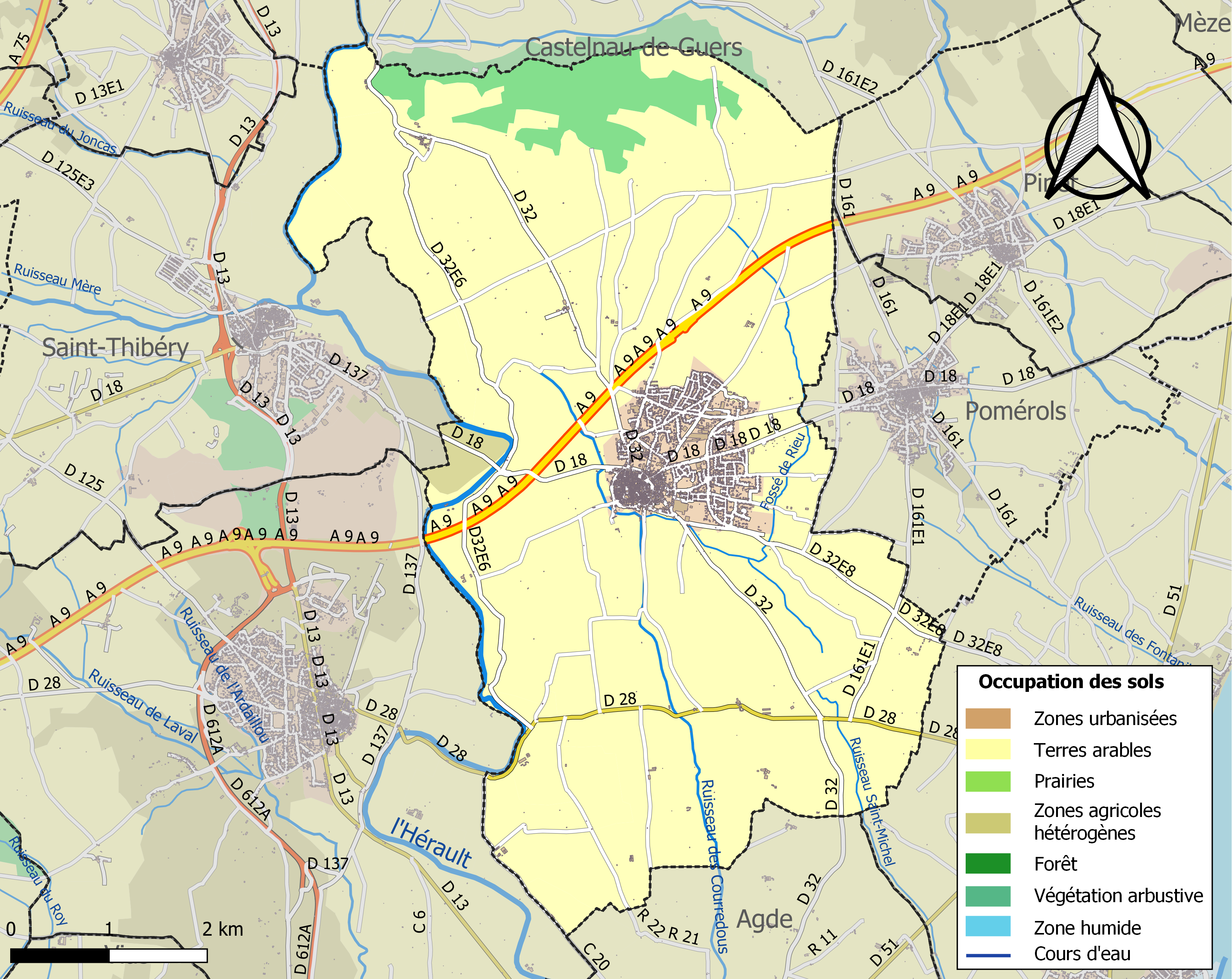
Kaart van de gemeente met belangrijkste infrastructuur, bodemgebruik en omliggende gemeenten

## Demografie
Onderstaande figuur toont het verloop van het inwonertal (bron: INSEE-tellingen).